# Costanza d'Aragona (regina 1305)
Costanza d'Aragona o di Sicilia (1305 – Cipro, 19 aprile 1344) principessa siciliana appartenente alla dinastia degli Aragona di Sicilia, che fu regina consorte di Cipro, dal 1267 e Regina consorte di Gerusalemme, dal 1317, al 1324, poi regina consorte della Piccola Armenia, dal 1331 al 1341 ed infine principessa titolare consorte d'Antiochia, dal 1343 alla sua morte.

## Biografia

### Infanzia

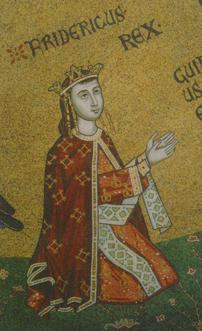
Mosaico dell'abside dell'altare maggiore del Duomo di Messina raffigurante Federico III di Sicilia

Secondo sia la Chroniques d'Amadi et de Strambaldi. T. 1, che Les familles d'outre-mer, Costanza era figlia del re di Sicilia o re di Trinacria, Federico III d'Aragona e della moglie, Eleonora d'Angiò, come ci viene confermato dai documenti n° II e III della Histoire de l'île de Chypre sous le règne des princes de la maison de Lusignan. 3.
Eleonora d'Angiò era figlia di Carlo II lo Zoppo e di Maria d'Ungheria e sorella del duca di Calabria Roberto, come ci conferma il Continuatio Chronici Guillelmi de Nangiaco.
Federico III d'Aragona, secondo il capitolo XXXVI della Crónica de San Juan de la Peña, era il figlio maschio terzogenito del re d'Aragona, di Valencia e conte di Barcellona e altre contee catalane, Pietro III il Grande e di Costanza di Sicilia.

### Fidanzamento
Ad un anno d'età, nel 1306, la ragion di stato le impose come fidanzato il principe Roberto di Francia, figlio del re di Francia Filippo IV il Bello e della regina di Navarra, contessa di Champagne e Brie, Giovanna I. Un anno dopo, nel 1307, il fidanzamento venne annullato, per la morte del promesso sposo, di circa dieci anni, come ci viene confermato dalla Histoire généalogique et chronologique de la maison royale de France, Tome 1.

### Primo matrimonio

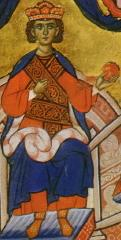
Enrico II di Cipro

Nuove trattative matrimoniali vennero aperte dieci anni più tardi e si conclusero col matrimonio tra Costanza e il re di Cipro e di Gerusalemme, Enrico II di Cipro, che, secondo Les familles d'outre-mer, era il figlio maschio terzogenito del re di Cipro (Ugo III) e di Gerusalemme (Ugo I), Ugo di Poitiers e della moglie, Isabella d'Ibelin, che sempre secondo Les familles d'outre-mer, era figlia di Guido d'Ibelin, maresciallo e connestabile del Regno di Cipro, e della moglie, Filippa Barlais, figlia di Amalrico Barlais e della moglie, Agnese di Margat, figlia di Bertrando, signore di Margat.
Costanza raggiunse Famagosta, via mare e le nozze vennero celebrate il 16 ottobre 1317 nella chiesa di Santa Sofia in Nicosia. Costanza divenne così regina consorte di Cipro e Gerusalemme, titolo che mantenne per sette anni fino alla morte di Enrico.
Suo marito Enrico II morì, a 43 anni, nella notte tra il 30 ed il 31 marzo 1324, mentre si trovava in un casale nelle vicinanze di Nicosia, per andare a caccia col falcone, e fu tumulato nella chiesa di San Francesco di Nicosia.
Non avendo avuto figli, sul trono salì un nipote, figlio di suo cognato Guido, Ugo, come Ugo IV.

### Secondo matrimonio

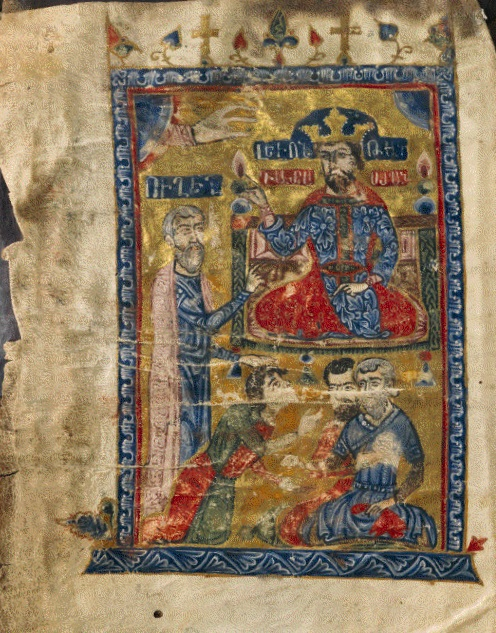
Re Leone V d'Armenia alla sua corte, miniatura di Sarkis Pitzak, 1331.

Alcuni anni dopo Costanza, che, nel 1326 era tornata in Sicilia, ancora giovane, venne coinvolta, da parte di suo padre, Federico, in altre trattative matrimoniali, come dimostrano vari documenti della Histoire de l'île de Chypre sous le règne des princes de la maison de Lusignan. 3.
Secondo il Recueil des historiens des croisades. Documents arméniens. Tome second, avendo il re della Piccola Armenia, Leone V, fatto sopprimere la propria moglie, Alice di Corico, inviò messaggeri a Federico III, per chiedere in sposa sua figlia, Costanza; ricevuto il consenso del re di Sicilia, Costanza si recò nella Piccola Armenia, dove, nel 1331, sposò Leone V, ed entrambi furono incoronati, a Tarso.
Leone V, già fortemente filo-occidentale, volle che il matrimonio consacrasse l'unione della chiesa armena e romana suscitando però il malcontento della nobiltà armena, che si oppose anche all'unione con Costanza. I sentimenti anti-occidentali, nel 1341, sfociarono nell'assassinio di Leone V, che non avendo eredi legittimi, lasciò i suoi titoli al nipote, Guido di Lusignano, figlio di sua sorella, Isabella d'Armenia e Tiro e di Amalrico II di Tiro.

### Terzo matrimonio
Costanza si trovò così vedova per la seconda volta e senza aver generato figli. Due anni dopo nel 1343, a quasi quarant'anni, la ragion di stato le impose un terzo matrimonio stavolta con Giovanni di Lusignano, più giovane di lei di quasi vent'anni e futuro Principe Titolare d'Antiochia e Reggente di Cipro; per questo matrimonio, secondo lo storico ungherese Weyprecht Hugo von Rüdt von Collenberg fu necessaria una dispensa papale.

### Morte
Costanza morì l'anno dopo, nel 1344 e Giovanni si risposò con Alice di Ibelin da cui ebbe un figlio ed erede, Giacomo.

## Ascendenza
|                         |                 |                       | Genitori                           |  |  | Nonni |  |  | Bisnonni            |  |  | Trisnonni            |  |
|                         |                 |                       |                                    |  |  |       |  |  | Giacomo I d'Aragona |  |  | Pietro II di Aragona |  |
|                         |                 |                       |                                    |  |  |       |  |  | Giacomo I d'Aragona |  |  | Pietro II di Aragona |  |
|                         |                 | Maria di Montpellier  |                                    |  |  |       |  |  | Giacomo I d'Aragona |  |  |                      |  |
| Pietro III di Aragona   |                 |                       |                                    |  |  |       |  |  | Giacomo I d'Aragona |  |  |                      |  |
|                         |                 | Iolanda d'Ungheria    | Andrea II d'Ungheria               |  |  |       |  |  |                     |  |  |                      |  |
|                         |                 | Iolanda d'Ungheria    | Andrea II d'Ungheria               |  |  |       |  |  |                     |  |  |                      |  |
|                         |                 | Iolanda d'Ungheria    | Iolanda di Courtenay               |  |  |       |  |  |                     |  |  |                      |  |
| Federico III di Sicilia |                 | Iolanda d'Ungheria    |                                    |  |  |       |  |  |                     |  |  |                      |  |
|                         |                 | Manfredi di Sicilia   | Federico II di Svevia              |  |  |       |  |  |                     |  |  |                      |  |
|                         |                 | Manfredi di Sicilia   | Federico II di Svevia              |  |  |       |  |  |                     |  |  |                      |  |
|                         |                 | Manfredi di Sicilia   | Bianca Lancia                      |  |  |       |  |  |                     |  |  |                      |  |
| Costanza II di Sicilia  |                 | Manfredi di Sicilia   |                                    |  |  |       |  |  |                     |  |  |                      |  |
|                         |                 | Beatrice di Savoia    | Amedeo IV di Savoia                |  |  |       |  |  |                     |  |  |                      |  |
|                         |                 | Beatrice di Savoia    | Amedeo IV di Savoia                |  |  |       |  |  |                     |  |  |                      |  |
|                         |                 | Beatrice di Savoia    | Margherita di Borgogna             |  |  |       |  |  |                     |  |  |                      |  |
| Costanza d'Aragona      |                 | Beatrice di Savoia    |                                    |  |  |       |  |  |                     |  |  |                      |  |
|                         | Carlo I d'Angiò | Luigi VIII di Francia |                                    |  |  |       |  |  |                     |  |  |                      |  |
|                         | Carlo I d'Angiò | Luigi VIII di Francia |                                    |  |  |       |  |  |                     |  |  |                      |  |
|                         | Carlo I d'Angiò | Bianca di Castiglia   |                                    |  |  |       |  |  |                     |  |  |                      |  |
| Carlo II di Napoli      | Carlo I d'Angiò |                       |                                    |  |  |       |  |  |                     |  |  |                      |  |
|                         |                 | Beatrice di Provenza  | Raimondo Berengario IV di Provenza |  |  |       |  |  |                     |  |  |                      |  |
|                         |                 | Beatrice di Provenza  | Raimondo Berengario IV di Provenza |  |  |       |  |  |                     |  |  |                      |  |
|                         |                 | Beatrice di Provenza  | Beatrice di Savoia                 |  |  |       |  |  |                     |  |  |                      |  |
| Eleonora d'Angiò        |                 | Beatrice di Provenza  |                                    |  |  |       |  |  |                     |  |  |                      |  |
|                         |                 | Stefano V d'Ungheria  | Béla IV d'Ungheria                 |  |  |       |  |  |                     |  |  |                      |  |
|                         |                 | Stefano V d'Ungheria  | Béla IV d'Ungheria                 |  |  |       |  |  |                     |  |  |                      |  |
|                         |                 | Stefano V d'Ungheria  | Maria Lascaris di Nicea            |  |  |       |  |  |                     |  |  |                      |  |
| Maria Arpad d'Ungheria  |                 | Stefano V d'Ungheria  |                                    |  |  |       |  |  |                     |  |  |                      |  |
|                         |                 | Elisabetta dei Cumani | …                                  |  |  |       |  |  |                     |  |  |                      |  |
|                         |                 | Elisabetta dei Cumani | …                                  |  |  |       |  |  |                     |  |  |                      |  |
|                         |                 | Elisabetta dei Cumani | …                                  |  |  |       |  |  |                     |  |  |                      |  |
|                         |                 | Elisabetta dei Cumani |                                    |  |  |       |  |  |                     |  |  |                      |  |

### Fonti primarie
- (LA)  Recueil des historiens des Gaules et de la France. Tome 20.
- (LA)  Histoire de l'île de Chypre sous le règne des princes de la maison de Lusignan, volume 3.
- (LA)  Recueil des historiens des croisades. Documents arméniens. Tome second.
- (FR)  Recueil des historiens des croisades. Historiens occidentaux. Tome second.
- (IT)  Chroniques d'Amadi et de Strambaldi. T. 1.
- (LA)  Historia de la Corona de Aragón la más antigua de que se tiene noticia conocida generalmente con el nombre de Crónica de San Juan de la Peña, impresa ahora por primera vez y publicada por la Excelentísima Diputación Provincial de Zaragoza.

### Letteratura storiografica
- (FR)  Les familles d'outre-mer.
- (EN) Histoire généalogique et chronologique de la maison royale de France, Tome 1